# Georgia (staat)
Georgia (Nederlands, verouderd: Georgië) is een van de vijftig staten van de Verenigde Staten. De staat is een van de dertien oorspronkelijke staten en is vernoemd naar koning George II van Groot-Brittannië. Georgia werd gesticht als Britse kolonie in 1732.
Tijdens de Amerikaanse Revolutie streed Georgia met de twaalf andere Britse kolonies in Noord-Amerika voor de onafhankelijkheid van Groot-Brittannië. Pas toen het staatsparlement de nieuwe Amerikaanse Grondwet ratificeerde op 2 januari 1788 werd Georgia de vierde staat van de Unie, na Delaware, Pennsylvania en New Jersey. Tijdens de Amerikaanse Burgeroorlog zou Georgia zich samen met zes andere zuidelijke staten afscheiden op 19 januari 1861. Tijdens de burgeroorlog was Georgia een bolwerk voor de Geconfedereerde Staten van Amerika. Georgia zou pas opnieuw toegelaten worden tot de Unie op 15 juli 1870, ook al was de burgeroorlog reeds vijf jaar eerder beëindigd.
Georgia grenst in het noorden aan North Carolina en Tennessee, in het westen aan Alabama, in het zuiden aan Florida en in het oosten aan de Atlantische Oceaan en South Carolina. Vanwege zijn geschiedenis heeft Georgia de bijnaam "Empire State of the South" gekregen, al wordt ook "The Peach State" (perzikstaat) vaak gebruikt om naar deze staat te verwijzen. De hoofdstad en tevens grootste stad is Atlanta. Andere belangrijke steden zijn Columbus, Augusta, Macon, Savannah en Athens.
De staat bestrijkt een oppervlakte van 153.909 km² waarmee ze ongeveer vijfmaal zo groot is als België en viermaal zo groot als Nederland. De staat heeft ongeveer tien miljoen inwoners.

## Geschiedenis

### Britse kolonie
Vóór de kolonisatie door Europeanen werd het gebied dat nu Georgia heet, bevolkt door indianenvolken als de Cherokee. De eerste Europeaan die de staat waarnam was mogelijk de Spanjaard Juan Ponce de León, die per schip de kust van Florida onderzocht. In 1526 probeerde Lucas Vásquez de Ayllón er een kolonie te vestigen, mogelijk bij wat nu St. Catherines Island heet. De Spaanse ontdekkingsreizigers daarna lieten een spoor van verwoesting achter.
In de 18e eeuw hadden de Engelsen, ondanks de Spaanse heerschappij over het aangrenzende Florida, Georgia stevig in handen. In 1724 werd voor het eerst de suggestie gedaan het gebied zijn huidige naam te geven, ter ere van koning George II van Engeland. Op 1 februari 1733 landden de eerste kolonisten in wat later de stad Savannah zou worden.
Toen eenmaal een koloniaal bestuur opgezet was, werd slavernij in deze zuidelijke kolonie al snel verboden. In het aangrenzende South Carolina, echter, werd net als in verschillende andere zuidelijke staten slavernij toegestaan, wat leidde tot economische rijkdom. Het verschil met Georgia was groot en in 1749 liet de kolonie slavernij opnieuw toe. Plantage-eigenaren begonnen aan snel tempo slaven in te voeren. Zij werden aanvankelijk aan het werk gezet in de rijst- en indigoplantages.

### Amerikaanse Revolutie

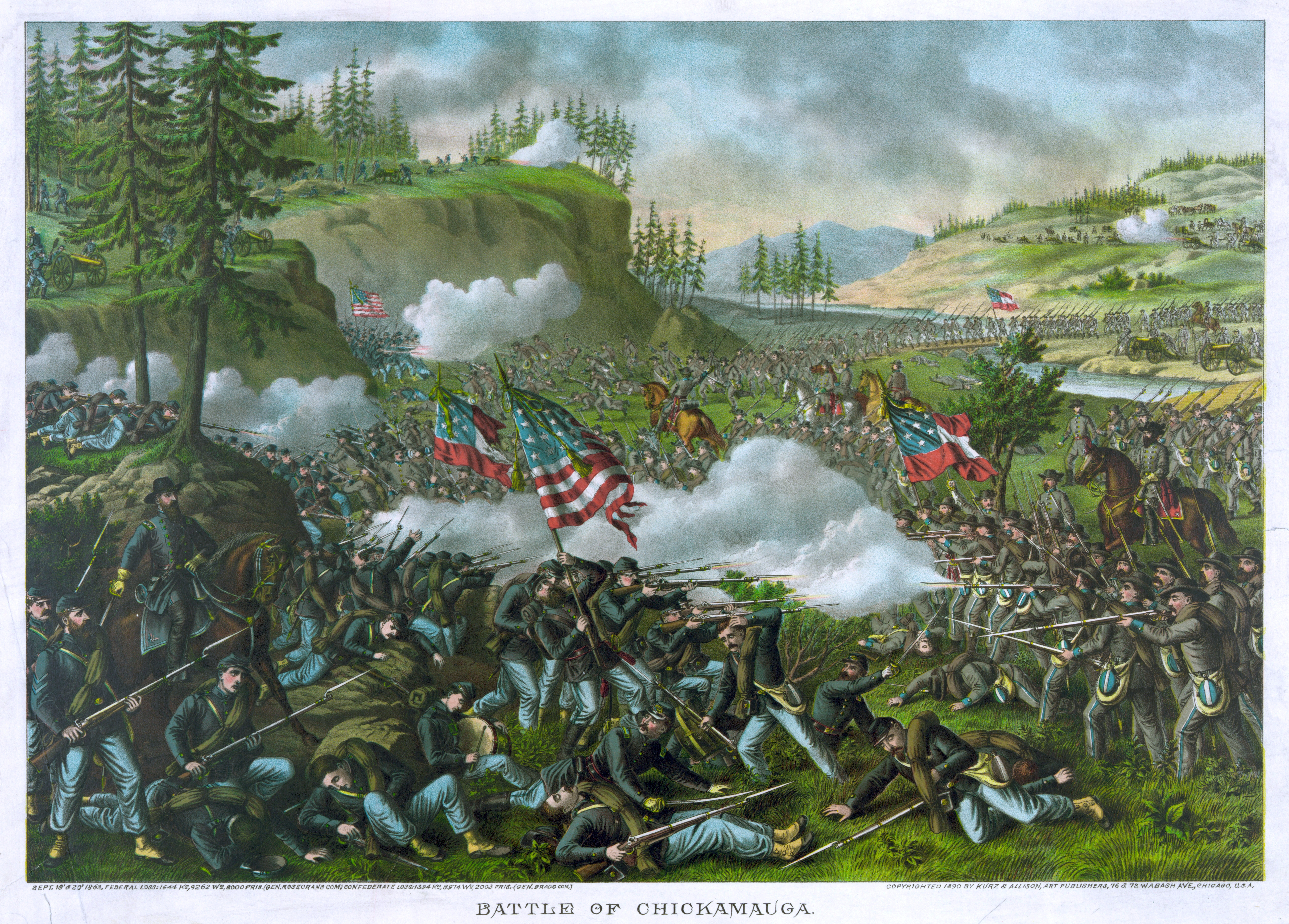
Slag bij Chickamauga (door Kurz en Allison, 1890)

Hoewel er onvrede bestond over het Britse bestuur was de drang naar onafhankelijkheid heel wat kleiner dan in New England waar staten zoals Massachusetts het hard te verduren hadden. Bovendien dachten vele inwoners dat ze de Britse troepen nodig hadden om zich te verdedigen tegen potentiële invallen van indianen. Velen twijfelden dan ook of ze de onafhankelijkheidsstrijd van de andere staten moesten steunen. Als resultaat stuurde Georgia dan ook geen vertegenwoordigers naar het eerste Continental Congress dat in 1774 bijeenkwam in Philadelphia ten gevolge van de Boston Tea Party. Initieel plande de kolonie eveneens geen vertegenwoordigers te sturen naar het tweede Continental Congress dat het daaropvolgende jaar opnieuw bijeenkwam. Pas toen het Congress reeds geopend was, besloot Georgia alsnog vertegenwoordiging te zenden.
Tijdens de onafhankelijkheidsoorlog zelf kende Georgia slechts enkele kleine militaire confrontaties. De meeste gevechten vonden immers plaats in New England. Pas toen daar de Britse vloot zonder bevoorrading dreigde te vallen, werd deze naar Georgia gestuurd om er rijst en andere benodigdheden aan te kopen. Tijdens de "Battle of the Rice Boats" (Slag om de rijstboten) in Savannah kaapte de Britse vloot verschillende rijstboten en slaagde ze er tevens in de pro-Britse gouverneur, James Wright, te bevrijden uit zijn huisarrest en hem de staat uit te helpen.
In afwezigheid van de gouverneur stelde de provinciale raad in Augusta een blauwdruk op voor het bestuur binnen de kolonie. Deze werd in 1777 vervangen door een grondwet die de macht in handen legde van een verkozen Huis van Afgevaardigden dat op zijn beurt de gouverneur verkoos. Verdere conflicten bleven uit tot de Britse vloot in 1778 terugkeerde naar Georgia nadat een patstelling bereikt was in New England. De gevolgen van deze invasie waren heel wat desastreuzer voor Georgia gezien de invallende Britten de aanwezige slaven de vrijheid beloofden. Als gevolg ontvluchtte ongeveer een derde van Georgia’s 15.000 slaven de heerschappij van hun meester.
De Britten belegerden samen met de loyalisten de hoofdstad Savannah. Amerikaanse troepen probeerden met Franse hulp de Britten uit de stad te verdrijven, maar succes bleef uit. Bijgevolg werd de hoofdstad verplaatst naar Augusta. Tijdens het verdere verloop van de onafhankelijkheidsoorlog had Georgia een loyalistisch bestuur aan de kust en een patriottistisch bestuur in de rest van de kolonie. De Britse troepen zouden Savannah pas verlaten op 11 juli 1782. De Amerikaanse grondwet werd op 2 januari 1788 door het staatsparlement geratificeerd. Daarmee trad Georgia als vierde staat toe tot de Verenigde Staten van Amerika.

### Vooroorlogse periode
Hoewel heel wat slaven Georgia succesvol ontvlucht waren tijdens de Amerikaanse revolutie, bleef slavernij de hoeksteen van de plantage-industrie in Georgia. De vooroorlogse teelt van rijst en indigo bleef voor de rest van de 18e eeuw de belangrijkste bron van inkomsten voor de plantagehouder. Pas toen in 1794 de cotton gin machine, die scheiding van zaden en vezels mechaniseerde, werd uitgevonden door Savannah-inwoner Eli Whitney nam de populariteit van de katoenteelt toe in de staat. Katoen was gedurende de 18e eeuw reeds het meest geteelde gewas in verschillende andere zuidelijke staten, maar pas bij aanvang van de 19e eeuw zou het hele zuiden zich op de katoenproductie richten. Dit leidde er snel toe dat ze zichzelf zagen als "King Cotton" (Koning Katoen).

### Burgeroorlog en reconstructie

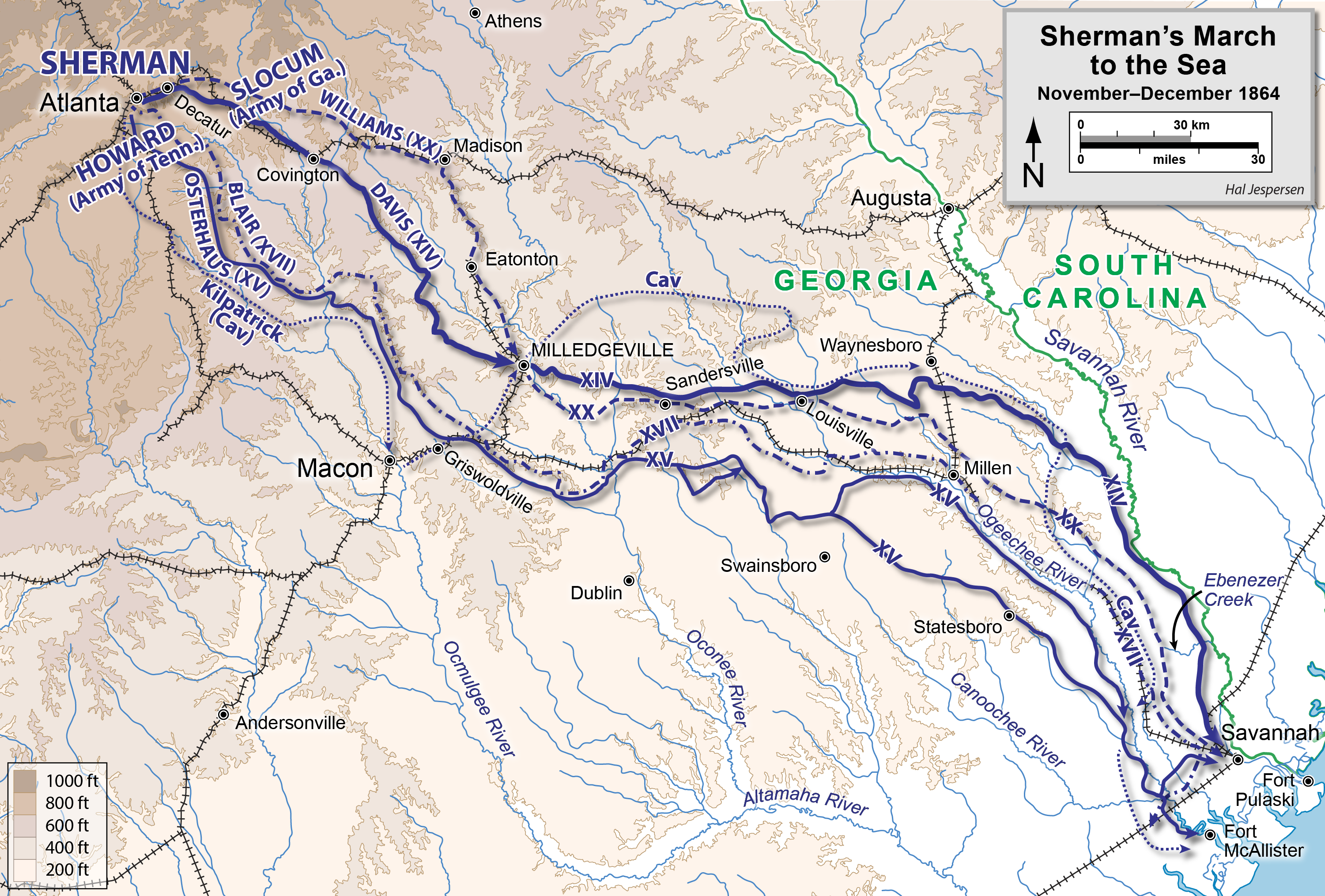
De route van William T. Shermans mars naar de zee

De macht die de zuidelijke staten daarmee dachten vergaard te hebben, leidde mede tot stellingname van deze staten tijdens de Amerikaanse Burgeroorlog (1861-1865). Op 18 januari 1861 koos Georgia dan ook als vijfde staat de kant van de Confederatie. 
Gezien zijn geografische ligging bleef Georgia gedurende de eerste helft van de burgeroorlog gespaard voor zware militaire confrontaties. De eerste vond pas plaats in september 1863. De slag bij Chickamauga resulteerde in een eclatante Zuidelijke overwinning en betekende meteen het einde van het Noordelijke offensief in zuidoostelijk Tennessee en noordwestelijk Georgia. Na deze laatste Zuidelijke overwinning ten oosten van de Mississippi bleef het opnieuw kalm in Georgia tot generaal-majoor William T. Sherman de Atlantaveldtocht aanvatte. Zuidelijk generaal Joseph Johnston remde aanzienlijk de vooruitgang van de Noordelijke troepen op weg naar Atlanta, een strategisch spoorwegknooppunt. Aangezien Sherman tweemaal zoveel manschappen te zijner beschikking had als Johnston wilde deze laatste niet in het offensief treden. Zijn defensieve campagne wordt door verschillende historici beschouwd als een uitstekende tactische zet. De inwoners van Atlanta echter zagen enkel hoe de Noordelijke troepen hun stad steeds dichter naderden. Bijgevolg werd de druk uit de eigen gelederen zodanig hoog dat President Jefferson Davis hem op 17 juli 1864 verving door Generaal John Bell Hood die van Johnstons tactiek afweek en in het offensief gingen. Deze tactiek gaf het voordeel aan Shermans numerieke meerderheid die de stad op 22 juli 1864 innam.
Nadat Sherman de stad zo goed als volledig vernietigd had, trok hij op naar Savannah. Tijdens zijn mars naar de zee pasten Shermans troepen de tactiek van de verschroeide aarde toe en vernietigden ze alle vijandelijke industrie, infrastructuur en privé-eigendommen die ze op hun weg aantroffen. Deze veldtocht heeft de economie in Georgia voor jaren volledig ontwricht.
Tijdens de Reconstructie werd Georgia samen met Alabama en Florida in een militair district opgenomen met generaal Thomas Ruger als voorlopig gouverneur van Georgia. Het Democratische staatsparlement hap werd overgenomen door Republikeins gezinde Noordelijken die voor persoonlijk gewin naar het Zuiden afzakten (de zogeheten carpetbaggers). De Republikeinse gelederen werden versterkt door vrijgelaten slaven en Zuidelijken die de kans zagen zich af te zetten tegen de dominantie van de voormalige plantersklasse, tevens vanwege de kans tot persoonlijk gewin (de zogeheten scalawags). Deze republikeinse heerschappij werd veracht door de Democratische Zuidelijke elite. 
De ontwrichte economie veroorzaakte een golf van criminaliteit en met name veel bezit- en werkloze voormalige slaven belandden in de staatsgevangenis. De geruineerde staatskas kon dit er niet bij hebben en als oplossing werd het Convict Lease System bedacht. Veroordeelden werden verhuurd aan particulieren en ingezet bij de wederopbouw.
Als laatste zuidelijke staat werd Georgia opnieuw toegelaten tot de Verenigde Staten op 15 juli 1870 waarmee de Zuidelijke reconstructie aan een einde kwam. Republikeinen en Noordelijken ontvluchtten de staat en tegen januari 1872 was de controle op alle niveaus opnieuw in handen van de staatse blanke, conservatieve Democraten.
Tijdens de Reconstructie verplaatste het militaire bestuur de hoofdstad naar Atlanta en begon aan de bouw van een nieuw Capitool. Deze ontwikkelingen zorgde voor een sterke bevolkingsstijging in de nieuwe hoofdstad. 

### Gilded Age en Progressive Era

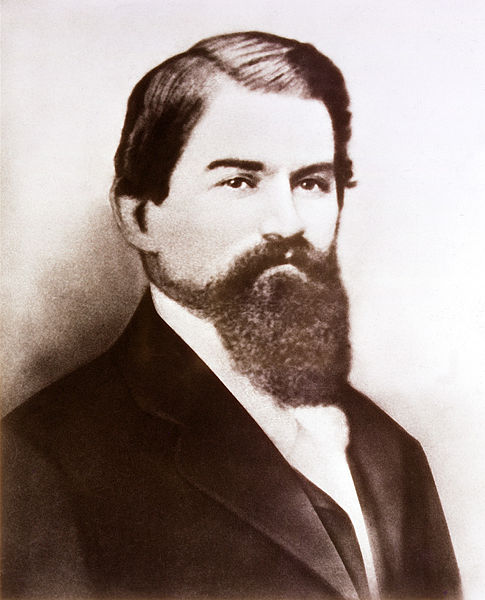
Coca-Cola-uitvinder John Pemberton

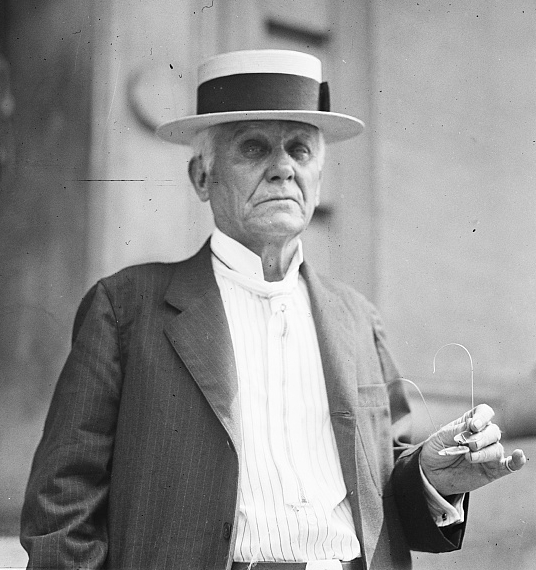
Coca-Cola-mede-eigenaar Asa G. Candler

Gedurende de Gilded Age (Vergulde Eeuw) herstelde Georgia zich langzaam van de burgeroorlog en tezelfdertijd nam ook de aversie ten aanzien van het noorden en de vrijgelaten slaven toe. In het hele Zuiden leidde dit tot het succes van de Ku Klux Klan waarvan de afdeling in Georgia geleid werd door een voormalig generaal van de Confederatie. Ook politiek werden de rechten van de vrijgelaten slaven op allerhande wijze beknot door de racistische Jim Crow-wetten.
Tijdens deze periode werd Georgia drooggelegd; er mochten geen alcoholische dranken meer worden verkocht. Van de nood een deugd makend, besloot apotheker John Pemberton over te gaan tot de creatie van een nieuwe frisdrank. Na twee jaar werd het recept gekocht door Asa Griggs Candler die de drank promootte als Coca-Cola. Candlers promotiecampagne sloeg aan en al snel werd Coca-Cola het bekendste product wat in de staat geproduceerd wordt.
Tijdens de Progressive Era nam de katoenproductie in Georgia opnieuw toe, al zouden de productieniveaus van vóór de burgeroorlog nooit meer opnieuw behaald worden. De stijging was te danken aan een epidemie van agressieve bladluizen in andere Amerikaanse katoenregio’s. Deze luizen vernietigden de katoengewassen in het Westen en stuurden dus steeds meer vraag richting het Zuidoosten. De groei bleef slecht enkele jaren duren tot ook de katoenplantages in Georgia getroffen werden. Katoenproductie zou echter nog een van de belangrijkste economische sectoren blijven tot na de Eerste Wereldoorlog.
In 1908 werd het Convict Lease System afgeschaft en vervangen door de "chain gang": een vorm van dwangarbeid bij de aanleg van een modern wegenstelsel. Ook hier waren de misstanden groot, zoals bleek uit het boek I Am a Fugitive from a Georgia Chain Gang van Robert Burns, dat in 1932 werd verfilmd en nationaal veel aandacht trok. Ten gevolge daarvan moest ook dit stelsel worden losgelaten.
De Grote Depressie bracht een economische malaise teweeg in Georgia. Katoenplantages verloren nu definitief hun prominente plaats in de staat en de economie werd grotendeels gemoderniseerd door de New Deal programma’s van President Franklin Delano Roosevelt. Net zoals de rest van de Verenigde Staten herstelde Georgia pas volledig van de beurskrach van 1929 gedurende de Tweede Wereldoorlog die een ware oorlogseconomie op gang bracht.

### Burgerrechtenbeweging
Net zoals de andere Zuidelijke staten maakte Georgia in de jaren zestig van de 20e eeuw een grote transformatie door op vlak van mensenrechten. Protest tegen de rassensegregatie in het Zuiden ontstond gedeeltelijk in Atlanta en zou een einde stellen aan de geduchte Jim Crow-wetten. Het afschaffen van rassensegregatie verliep nergens in het Zuiden geheel vlekkeloos. Ook in Georgia was het niet anders nadat het Federale Hooggerechtshof in Brown v. Board of Education (1954) officieel een einde stelde aan raciale segregatie in scholen. Gouverneur Samuel Griffin stelde daaropvolgend alles in het werk om de scholen in Georgia gesegregeerd te houden.
Ook Griffins opvolgers als gouverneur hielden raciale segregatie in het onderwijs overeind. Deze situatie zou pas veranderen nadat het Amerikaanse ministerie van justitie in 1969 een rechtszaak won die de staat dwong zijn schoolsysteem te integreren. Segregatie in Georgia werd officieel beëindigd verklaard door Gouverneur Jimmy Carter in 1970.

### 1970 - heden

De steeds dichter bevolkte Sunbelt

De nationale burgerrechtenbeweging kende een belangrijke bondgenoot in President Lyndon B. Johnson. Zijn beleid kon echter niet gesmaakt worden in het Zuiden gezien het inging tegen onder meer raciale segregatie dat nog steeds breed gedragen werd in onder meer Georgia. Ten gevolge van zijn beleid werd Johnson de eerste Democratische president die het Zuiden verloor, en van dan af aan transformeert Georgia zich, samen met het traditioneel Democratische Zuiden, tot een Republikeins bolwerk. De enige uitzonderingen waren de verkiezing van 1976 die gewonnen werd door de Zuidelijke Democraat, voormalig Democraat gouverneur van Georgia Jimmy Carter, en de verkiezing van 1992 die gewonnen werd door de Zuidelijke Democraat, voormalig gouverneur van Arkansas, Bill Clinton. Dit veranderende politieke klimaat betekende niet enkel een versteviging van de opkomende Republikeinse machtsbasis in het Zuiden. Ook de Zuidelijke Democraten schoven op naar rechts. Desondanks verloor de Democratische Partij in Georgia niet alleen haar dominante positie tijdens nationale verkiezingen, maar ook op statelijk niveau kon de partij geen stand meer houden. In 2002 verkozen de inwoners van Georgia met Sonny Perdue de eerste Republikeinse gouverneur sinds de Reconstructie. Tot op heden hebben de Democraten het gouverneurschap niet weten terug te winnen. Bovendien zijn ook beide kamers van het staatsparlement sinds 2007 onafgebroken Republikeins gedomineerd.
Georgia werd niet alleen politiek rechtser, het werd ook steeds economisch belangrijker. De uitvinding van airconditioning maakt het immers mogelijk om te allen tijde comfortabel te leven in de Zuidelijke staten. Hierdoor verhuisden Amerikaanse bedrijven en gezinnen vanaf de jaren 1960 naar de zuidelijke en zuidwestelijke staten waar de zogeheten Sunbelt ontstaat. Hartsfield-Jackson Atlanta International Airport werd verder uitgebouwd en groeide uit tot de drukste luchthaven wereldwijd terwijl goedkoop vastgoed, lage belastingen en zogeheten "recht-op-werk"-wetten Georgia in het algemeen, en Atlanta in het bijzonder, transformeerden tot een nationaal financieel, vastgoed en handelscentrum. De staat investeerde in het Georgia World Congress Center wat een bijkomende motor voor de ontwikkeling werd. Atlanta’s positie werd in 1990 internationaal erkend toen het Internationaal Olympisch Comité de olympische zomerspelen van 1996 aan de stad toewees.

## Geografie

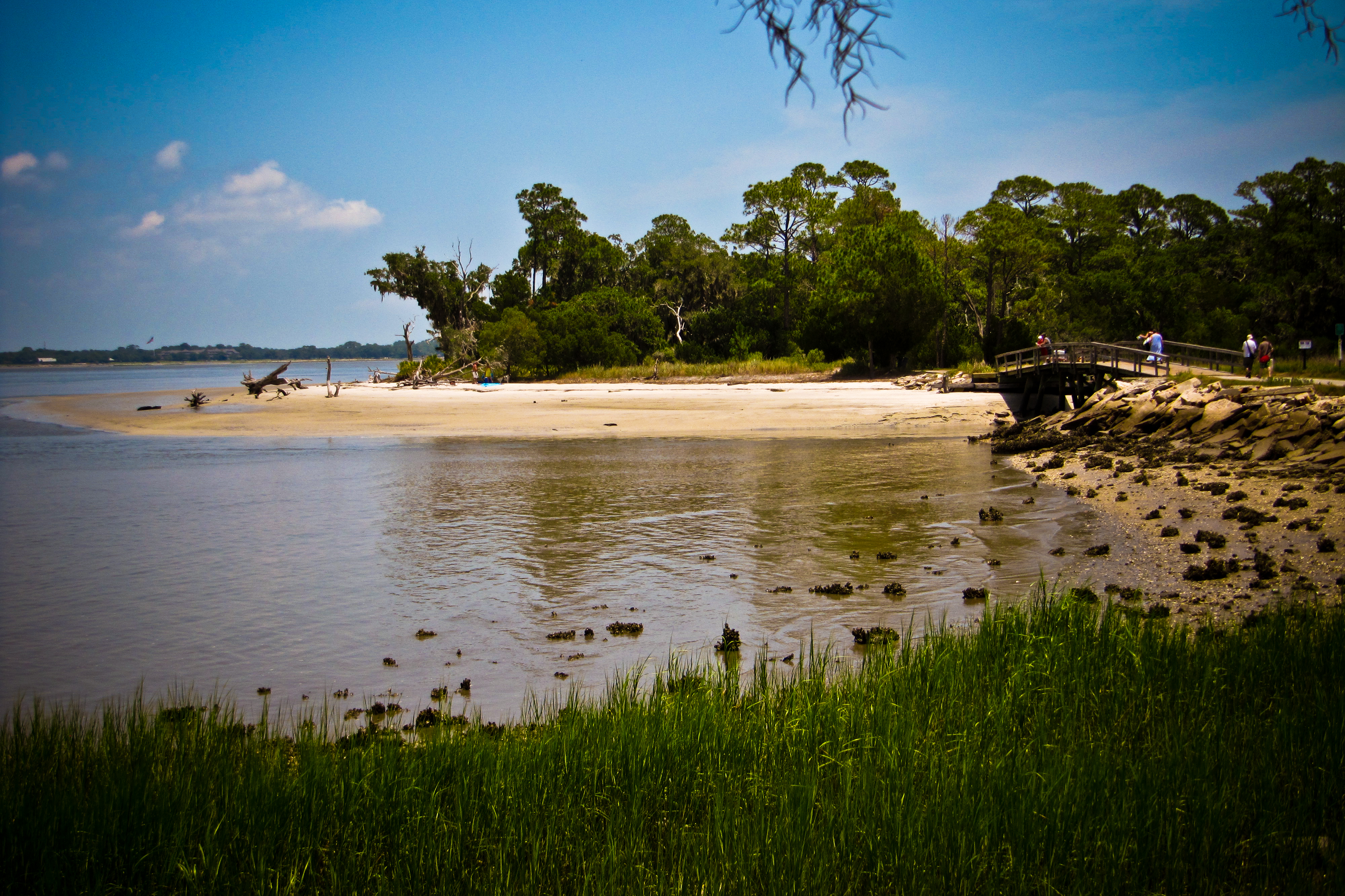
Jekyll Island is een van de Golden Isles voor de kust van Georgia.

De staat Georgia beslaat 154.077 km², waarvan 150.132 km² land. De staat ligt in de Eastern-tijdzone. Georgia wordt doorgaans opgedeeld in vijf belangrijke geografische regio’s: het plateau van de Appalachen, de Ridge-and-Valley Appalachen, de Blue Ridge Mountains, de Piedmont regio en de kustvlakte.
Georgia ligt aan de Atlantische Oceaan. In het noorden grenst het aan de staten Tennessee en North Carolina, in het westen aan Alabama, in het noordoosten aan South Carolina en in het zuiden aan Florida.
Voor de kust van Georgia liggen dertien eilanden waarvan er vier gekend staan als de "Golden Isles" (Gouden Eilanden). Verschillende eilanden zijn permanent onbewoond, maar de meeste Gouden eilanden hebben zich sinds de Amerikaanse burgeroorlog geprofileerd als luxeresorts voor de Amerikaanse elite. Dit image droeg bij tot de selectie van Sea Island als locatie voor de dertigste G8 bijeenkomst in 2004.

### Bergen

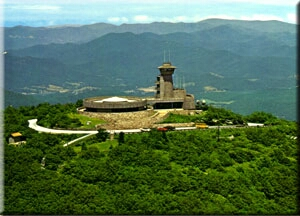
Het bezoekerscentrum op Brasstown Bald

Het grootste deel van de staat is vrij vlak, al is het noorden eerder heuvelachtig. Het noordwesten behoort immers tot de Appalachen en het Piedmont plateau loopt doorheen het centrum van de staat. De Blue Ridge Mountains in het noordoosten herbergen met de top van Brasstown Bald (1458 m) het hoogste punt van de staat. In deze regio ligt ook de Stone Mountain waarin een reliëf uitgehouwen is dat drie geconfedereerde bevelhebbers weergeeft: Generaal Thomas Stonewall Jackson, opperbevelhebber Robert E. Lee en president Jefferson Davis.
Deze bergketens vormen niet enkel natuurschoon voor de staat. De aanwezigheid van verschillende grondstoffen maakt ze zowel economisch als geologisch belangrijk. Zo worden er verschillende mineralen ontgonnen, maar tevens kalksteen, zandsteen, marmer, hoornsteen, schalie, ijzerertsen, koper en steenkool.

### Rivieren en meren

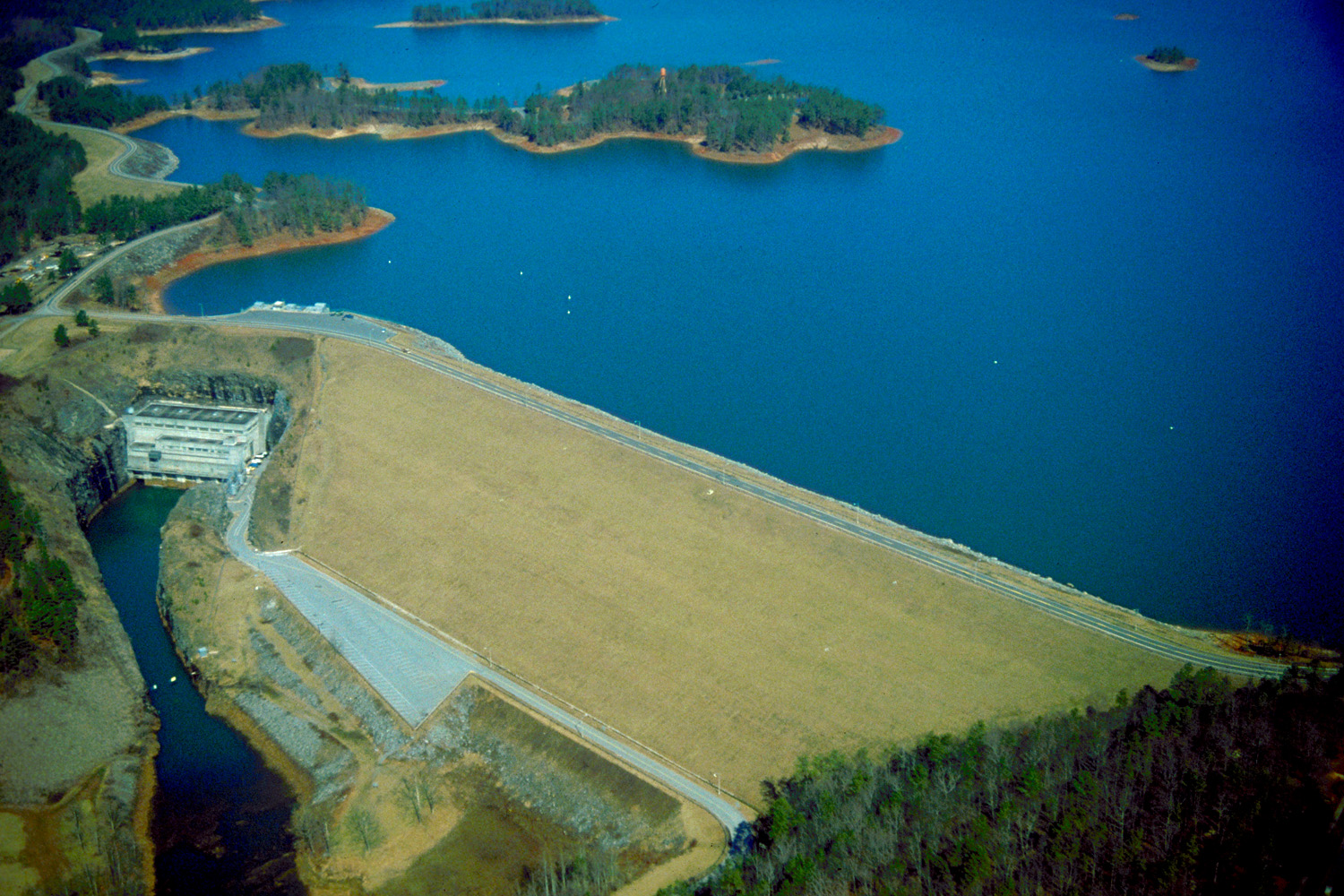
De Buford-dam creëerde het Lake Lanier.

De belangrijkste rivier is de Savannah, die bij de gelijknamige stad in de Atlantische Oceaan uitkomt en een groot deel van de grens met South Carolina vormt. Andere belangrijke rivieren zijn de Altamaha, de Suwannee en de Chattahoochee, die met haar 690 km de langste rivier in Georgia is en die het zuidelijk gedeelte van de grens tussen Georgia en Alabama vormt.
De staat huisvest ook verschillende meren. Het grootste is Lake Sidney Lanier in het noordelijke deel van de staat. Lake Lanier is een kunstmatig meer dat gecreëerd werd in 1956 door de constructie van de Buford Dam in de rivier Chattahoochee. Het meer heeft de dubbele functie om enerzijds hydro-elektrische energie op te wekken en anderzijds de stad Atlanta te beschermen tegen overstromingen. Het op een na grootste meer, het Lake Oconee, werd eveneens gecreëerd met het oog op elektriciteitsproductie.

### Flora en Fauna
Georgia huisvest ongeveer 250 verschillende boomsoorten, waaronder de cipres, de carya, de zogeheten "sweetgum" (Liquidambar), de rode ceder en verschillende eikensoorten, waaronder de officiële staatsboom, de "Live Oak" (Quercus virginiana). Palmbomen en andere subtropische begroeiing komen frequent voor in de zuidoostelijke regio's grenzend aan de Atlantische kust.
Veelvoorkomende diersoorten omvatten het witstaarthert, de amerikaanse zwarte beer, de muskusrat, wasberen, opossums,  de spotlijster en de rosse spotlijster. Frequent voorkomende reptielen en amfibieën zijn de diamantratelslang, de koperkop, de watermoccasinslang, salamanders, alligators en padden. Forel, brasem, meerval en baars behoren tot de meest voorkomende zoetwatervissen. Rode ombervis, gevlekte ombervis, platvis en megalops zijn de meest frequente zoutwatervissen. Voor de kust van Georgia zijn verder ook nog bruinvissen, garnalen oesters, blauwe zwemkrabben en walvissen te vinden.

### Klimaat
Het grootste deel van de staat kent een vochtig subtropisch klimaat wat in de winter occasioneel getemperd wordt door een polaire luchtstroom.  Dergelijke luchtstromen deden de temperaturen in Georgia begin 2014 aanzienlijk dalen en sneeuwstormen dwongen toenmalig gouverneur Nathan Deal tot het afkondigen van de noodtoestand. Doorgaans kent Georgia echter een milde winter zonder vorst en weinig sneeuwval.
De zomer is weinig verschillend van die in andere zuidoostelijke staten. Temperaturen klimmen vaak boven 30 °C en het vochtige klimaat maakt de staat vatbaar voor tornado’s en orkanen. Vanwege de relatief kleine kustlijn wordt de staat haast nooit rechtstreeks getroffen door een orkaan en blijft de schade doorgaans beperkt. De laatste orkaan die in de staat aan land ging was orkaan David in 1979.

## Demografie
Volgens een schatting van het United States Census Bureau telde Georgia op 1 juli 2013 9.992.167 inwoners, gespreid over een totale oppervlakte van 150.132 km² (65,4 per km²). Daarmee is Georgia de achtste staat van de VS wat betreft inwoneraantal. In 2014 werd de tien-miljoenste inwoner begroet.
Sinds 2010 heeft de staat ook het zesde hoogste aantal illegale immigranten. Tussen 2000 en 2009 kwamen er meer dan 480.000 immigranten illegaal de staat binnen.
Volgens de volkstelling van 2010 is Georgia tevens een van de jongste staten. Slechts 1.032.035 inwoners (10,7% van de populatie) zijn ouder dan 65 jaar. Daarmee moet de staat enkel Alaska (7,7%) en Utah (9%) laten voorgaan.

### Etniciteit, taal en religie
Ongeveer 60% van de inwoners van Georgia zijn blank (met inbegrip van 3,8% blanke hispanics). Met ongeveer 30% vormen de Afro-Amerikanen de tweede grootste groep. Dat zij een derde uitmaken van het totale inwonersaantal valt te verklaren door de geschiedenis van Georgia als voormalige slavenstaat. Het bevolkingsaandeel van Afro-Amerikanen is na Mississippi en Louisiana het derde hoogste in de VS. De overige 10% bestaat uit minderheden zoals Aziatische Amerikanen (3,3%), indianen (0,3%) en andere etniciteiten.
Zoals vaak het geval is laat deze raciale en etnische diversiteit zich ook gevoelen op geografisch vlak. Het platteland in Georgia is overwegend blank terwijl de grote steden Afro-Amerikaanse aantrekkingspolen zijn geworden. Zo is in Atlanta een meerderheid van 54% (ruim twee miljoen inwoners) Afro-Amerikaans, in vergelijking tot 38,4% (ruim anderhalf miljoen) blanke Amerikanen. In Augusta, met 54,7% of ruim 100.000 Afro-Amerikaanse inwoners, doet zich hetzelfde voor. Volkstellinggegevens uit 2010 geven aan dat Georgia een Afro-Amerikaanse populatie van 3.054.098 had, wat ruim 7% van de totale Afro-Amerikaanse populatie van de VS was. Hiermee is het in absolute termen de staat met het vierde meest Afro-Amerikaanse inwoners, na New York, Florida en Texas.
Onderzoek van de Modern Language Association wees uit dat in 2010 ongeveer 87% het Engels als eerste taal had. Dat is zo'n 2% minder dan bij de vorige telling in 2000. Na Engels is Spaans de meest gesproken taal in Georgia. Met een aandeel van 7,42% vormen de Spaanstaligen de grootste taalkundige minderheid. Hun aandeel nam met ongeveer 2,5% toe tegenover de telling van 2000. Andere minderheidstalen zijn Koreaans (0,51%), Vietnamees (0,44%) en Frans (0,42%).
Zoals de meeste zuidelijke staten is Georgia overwegend protestants. 70% van de bevolking is lid van een protestantse gemeenschap, tegenover een nationaal gemiddelde van 51%. Daarvan definieert 38% zich als evangelische christenen en 16% als mainline protestants. Nog eens 16% gaf aan te behoren tot de historische zwarte kerken binnen het protestantisme. Daarnaast is 12% van de bevolking katholiek en 1% mormoons. De grootste christelijke kerkgemeenschap in Georgia is de Southern Baptist Convention, met bijna 1,8 miljoen volgelingen. Verder is naar schatting 1% joods, 0,5% moslim, 0,5% boeddhist en 0,5% hindoe. Ongeveer 13% van de bevolking is niet-religieus.

### Grootste steden

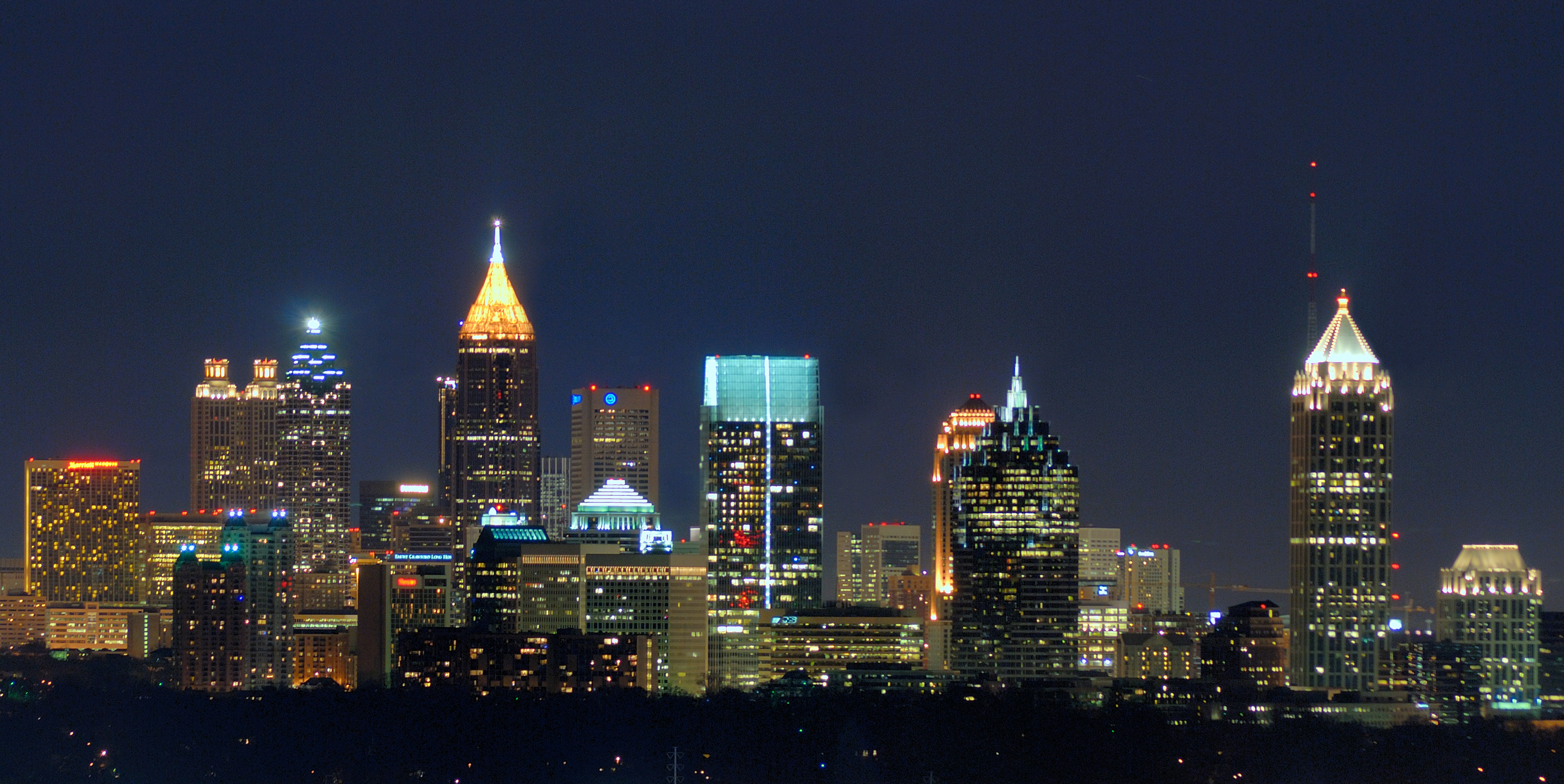
De nachtelijke skyline van Atlanta

Ondanks het feit dat de meerderheid van de inwoners in verstedelijkt gebied woont, telt Georgia slechts een handvol steden met meer dan 100.000 inwoners. Hoofdstad Atlanta is met 443.775 de grootste stad van Georgia. Columbus is met 198.413 inwoners Georgia’s tweede stad. Augusta telt 197.872 inwoners, Savannah telt er 142.022 en met 118.999 is Athens Georgia’s vijfde stad en tevens de laatste met meer dan 100.000 inwoners.
Deze cijfers geven echter een vertekend beeld gezien de explosieve stedengroei in de VS ertoe geleid heeft dat steden buiten hun administratieve grenzen verder groeien. Om de volledige bevolking van zo een agglomeratie in kaart te brengen heeft het Census Bureau de zogeheten Metropolitan Statistical Areas in het leven geroepen. Dat zijn geografische gebieden die een stad en haar voorsteden als een geheel beschouwen bij volkstellingen. Met inbegrip van zijn voorsteden telde Atlanta in 2012 ongeveer 5,5 miljoen inwoners, waarmee het meteen de negende metropool van de VS is. Columbus zwelt aan tot 310.000 inwoners wanneer de hele agglomeratie in beeld wordt gebracht. De bevolking van de kleine stad Macon gaat op die manier van ruim 90.000 inwoners naar meer dan 156.000.

### Holebi's
Gezien zijn ligging in het conservatieve diepe zuiden, is Georgia's tegenstand tegen holebirechten niet uniek. Anno 2014 heeft de staat nog steeds een grondwettelijk verbod op het huwen van holebistellen. Public Policy Polling-data tonen echter een veranderende trend. Terwijl in 2004 slechts 17% de invoering van het homohuwelijk steunde, vonden onderzoekers dat dit aandeel gestegen was tot 27% in 2012 en 32% in 2013. Ondanks de sociaal-conservatieve traditie ontwikkelde Atlanta zich evenwel tot een van de meest prominente holebi-steden. Van alle inwoners identificeert 12,8% zich als holebi, waarmee Atlanta enkel San Francisco (15,4%) en Seattle (12,9%) moet laten voorgaan.

## Bestuurlijke indeling
Georgia is verdeeld in 159 county's. Na Texas is Georgia de staat met de meeste county's.

## Politiek
Aan het hoofd van de uitvoerende macht van de staat staat een gouverneur, die direct gekozen wordt door de kiesgerechtigden in de staat. De gouverneursverkiezing van 2018 werd gewonnen door Brian Kemp van de Republikeinse Partij. Hij trad in januari 2019 aan als gouverneur van Georgia.
De wetgevende macht bestaat uit het Huis van Afgevaardigden van Georgia (Georgia House of Representatives) met 180 leden en de Senaat van Georgia (Georgia Senate) met 56 leden.
Tot aan de verkiezingen van 2002 waren de Democraten aan de macht (gouverneur en beide wetgevende kamers); sinds de verkiezingen van 2004 hebben de Republikeinen de meerderheid.

## Afkomstig uit Georgia
- Walter Francis White (1893-1955), burgerrechtenactivist
- Jackie Robinson (1919-1972), honkballer
- Jimmy Carter (1924-2024), 39e president van de Verenigde Staten
- Andrew Young (1932), politicus en diplomaat
- James Brown (1933-2006), zanger
- Kelli Giddish (1980), actrice